# 调谐放大器
调谐放大器是在放大器电路中包含带通滤波组件的一种电子放大器。在各种无线应用中都会广泛使用它们。
在使用中的有几个调谐方案，

典型的多级调谐放大器

- 参差调谐放大器的每一级调谐到略微不同的频率。
- 同步调谐（在参差调谐条目中有更详细的解释）放大器的每一级都相同地调谐。该方案最大限度地提高放大器的增益，但比参差调谐的带宽窄。
- 双调谐放大器（英语：Double-tuned amplifier）。这种方案用在变压器耦合而非电容耦合的放大器级上。这会有扩大带宽的影响。其他调谐方案有时也叫做单调谐，用来与之区分。